# 溫窩扶公園
溫窩扶公園是澳洲新南威爾斯州雪梨忌獵及歐迪模市區附近的一座公園。

## 外部連結
- 官方网站
- Whitaker, Anne-Maree. . Dictionary of Sydney. 2008  [29 September 2015]. （原始内容存档于2023-12-19）. [CC-By-SA]